# Louis Perreau
Louis Lazare Marie Perreau, né à Saint-Léger-de-Fourches (aujourd'hui Champeau-en-Morvan, Côte-d'Or), le 26 septembre 1868, et mort à Dijon le 9 février 1925, est un architecte français qui a bâti essentiellement à Dijon.

## Biographie
Louis Perreau est le fils de Pierre Gabriel Auguste Perreau, employé des Chemins de fer et de Mélitine Ronneau. Elève à l'école des Beaux-Arts de Paris puis de celle de l’École nationale supérieure des arts décoratifs, il a pour maître l'architecte Ernest Sanson qui vu en lui un vrai tempérament d'artiste.Lors de son mariage avec Ernestine Pauline Ladrey à Villecomte le 7 mars 1898, il est domicilié au n°40 de la rue Berbisey et a pour témoin son ami l'architecte Albert Leprince. Ils seront domiciliés au n°24 de la place Darcy lors de la naissance de leurs deux fils à Dijon : Jean Maurice Léon le 22 décembre 1898 et Georges Claude Salvi le 17 mars 1900. Il fait partie des plus grands architectes dijonnais du début du XXe siècle. Ses œuvres les plus connues sont situées place Grangier à Dijon : l'hôtel des Postes et l'immeuble Art nouveau formant l'angle des rues du Château et du Temple. Lors de son décès, il est domicilié au n°6 place Auguste Dubois à Dijon, immeuble dont il est l'architecte et son fils Georges est mentionné comme commerçant domicilié à Paris.

## Œuvres

### Brochon
- Le château de Brochon, construit entre 1895 et 1899 avec Albert Leprince[6].

### Châtillon-sur-Seine
- Surélévation de la tourelle de l'église Saint-Nicolas de Châtillon-sur-Seine et installation d'une horloge, entre 1902 et 1903[7].

### Chaumont
- Hôtel de la Caisse d'épargne, 14 rue Victoire-de-la-Marne, construite en 1909[8].

### Dijon
- Les Galeries dijonnaises, (actuel Monoprix aux n° 11-13 rue Piron) construites en 1896 avec Albert Leprince[9],[10].
- Immeuble situé au n° 6 place Auguste-Dubois, bâti en 1904[11].
- Immeuble situé au n° 27 rue Musette et à l'angle de la rue des Godrans, en 1905[12].
- Garage Alizon, situé aux n° 1-3 rue Jacques Cellerier, construit en 1906[13].
- Immeubles situés aux n° 1-3 place Grangier, construits en 1906[14].
- Immeuble Art nouveau à Dijon formant l'angle des rues du Château (n°9) et du Temple, bâti en 1907[15].
- la restauration de la façade de l'hôtel Aubriot, situé au n° 40 rue des Forges, entre 1908 et 1909[16].
- l'hôtel des Postes, place Grangier, construit de 1907 à 1909.
- Le "Comptoir national d’escompte de Mulhouse", actuelle BNP Paribas, construit au n°1 place Darcy en 1910[17].
- Villa "Le Bois fleuri" située au n° 41 cours du Parc, construite pour le directeur des usines Pernot, Lucien Richard, entre 1911 et 1912[18].
- Immeuble situé au n°35 rue d'Ahuy, construit pour l'abbé Chamagne en 1911[19].
- Immeubles situé aux n°3 et 3 bis rue de Montchapet, similaires à celui situé rue d'Ahuy.
- Maison située aux n°14 et 14 bis rue des Rosiers, construite en 1911 [20].
- Monument des époux Grangier, en collaboration avec Paul Gasq et Schanosky, place Grangier  entre 1912 et 1916[21].

### Dole
- Maison 31 boulevard du Président-Wilson, construite en 1912[22].

## Galerie

### Dijon

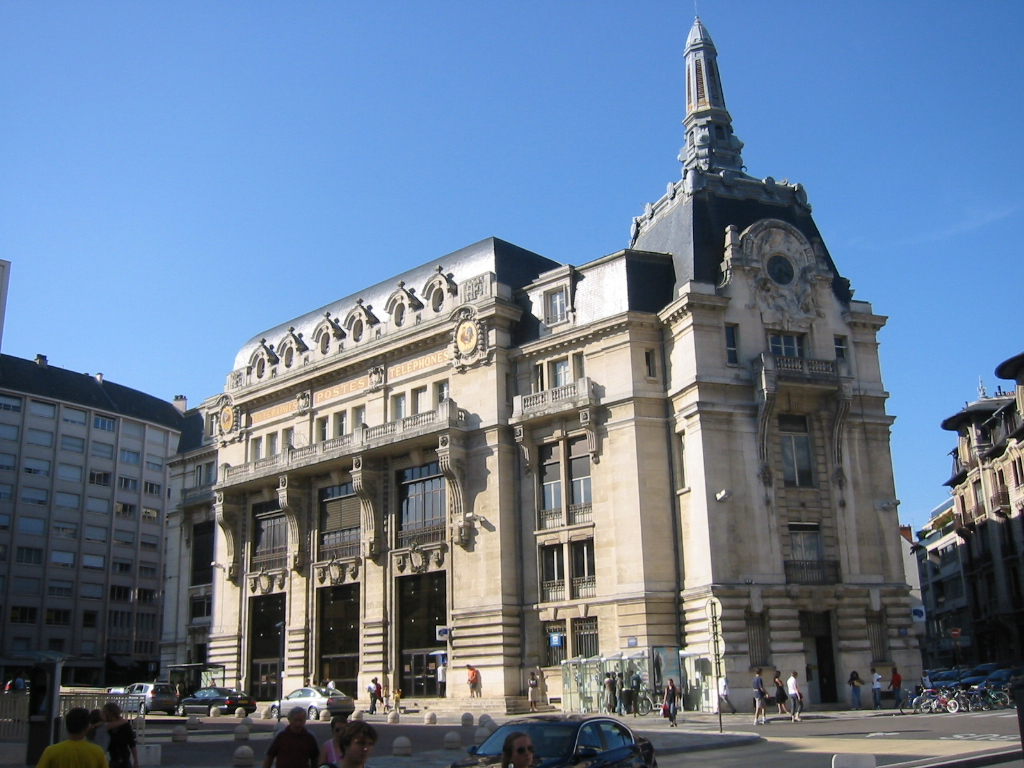
Hôtel des Postes de Dijon
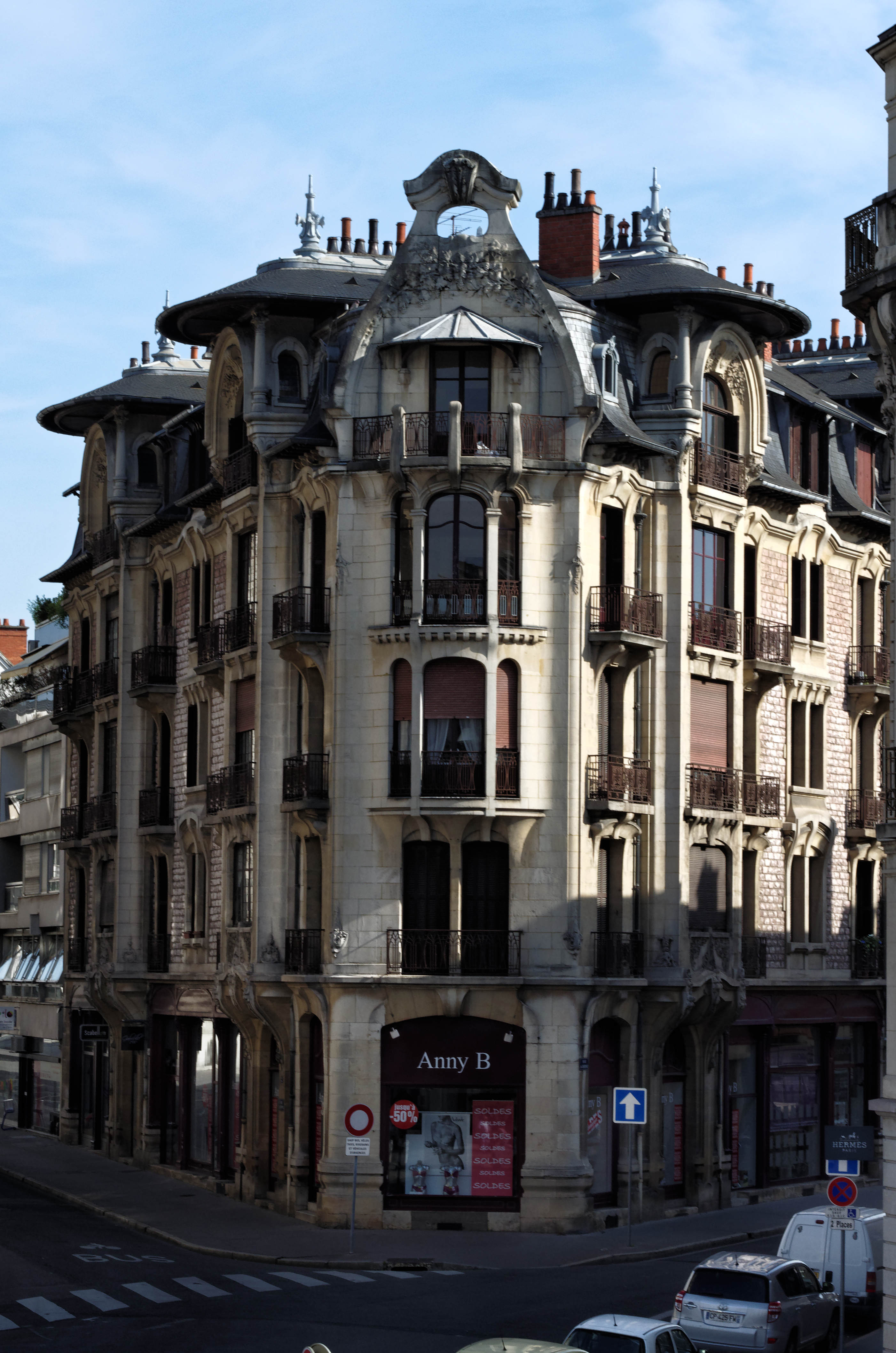
Immeuble Art nouveau à l'angle des rues du Château (n°9) et du Temple
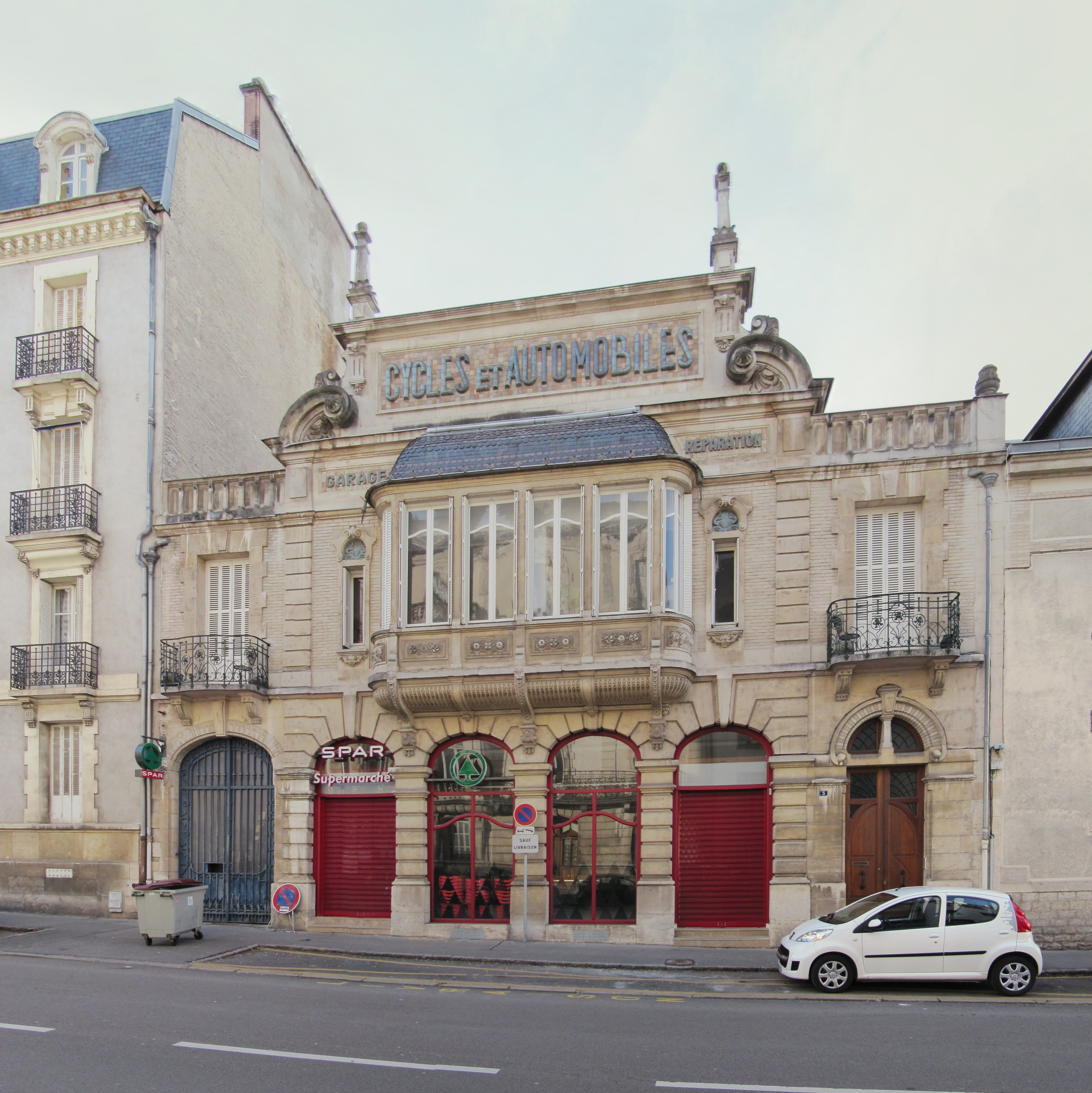
Garage Alizon
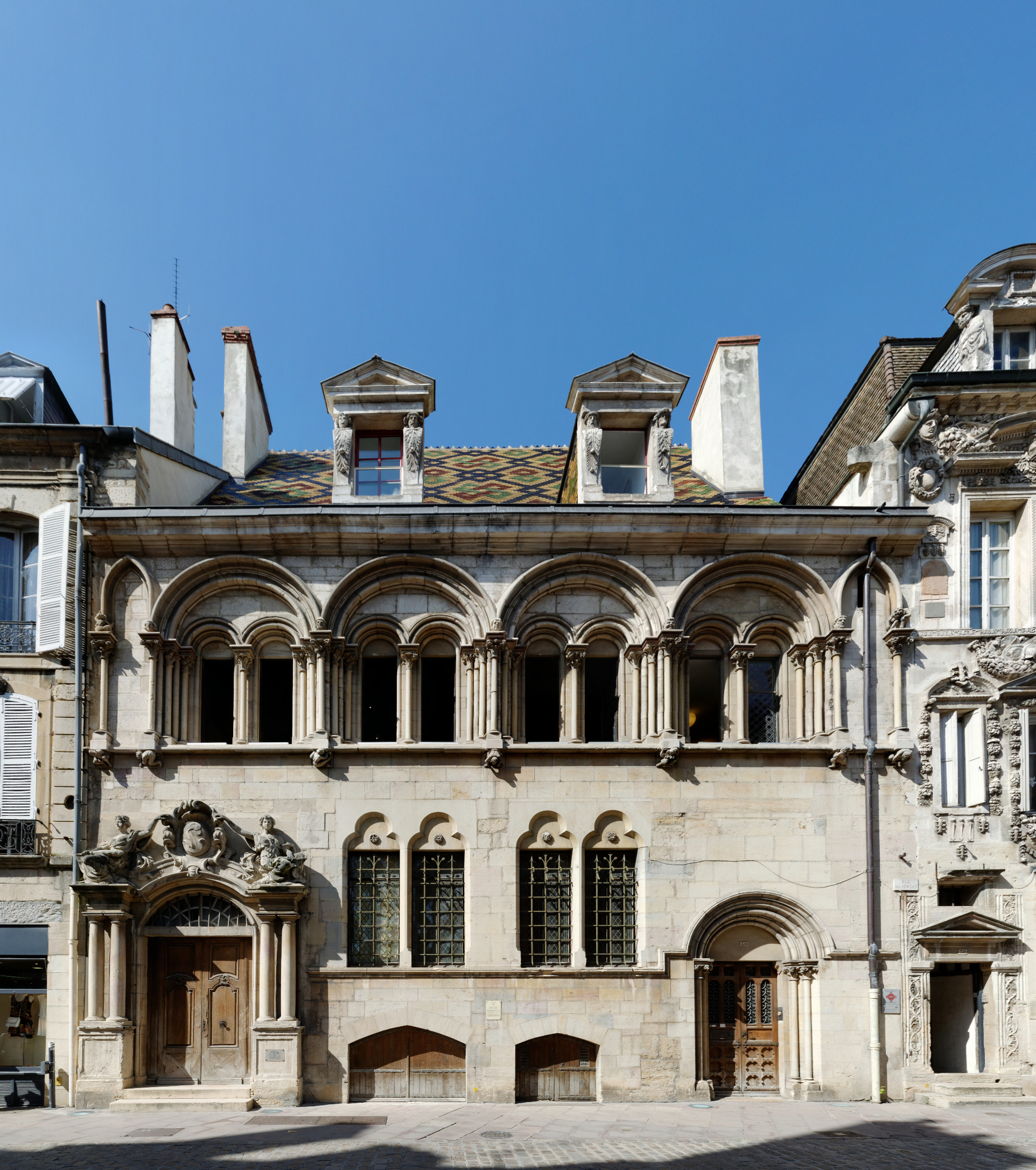
Hôtel Aubriot
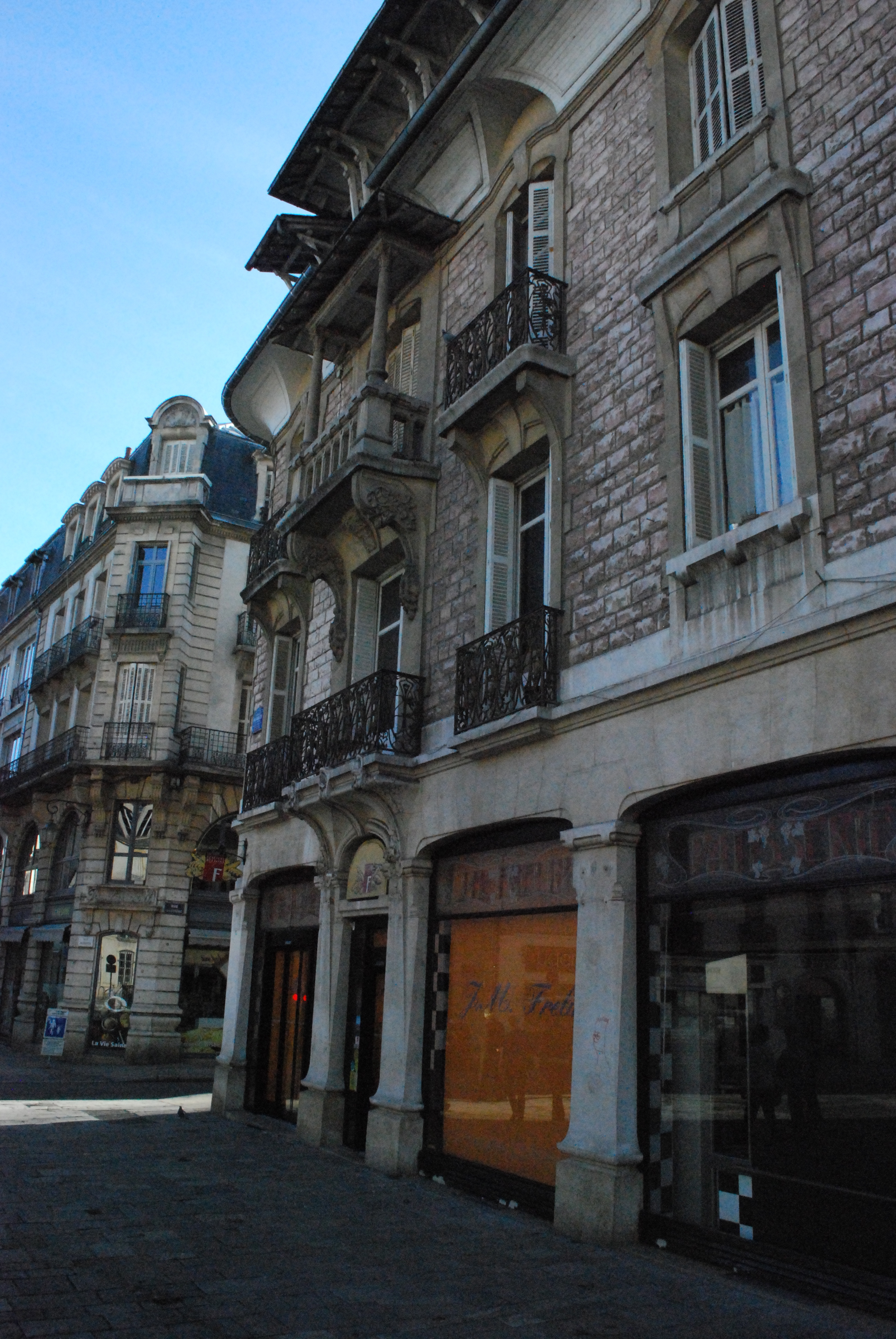
Immeuble à l'angle de la rue Musette (n°27) et des Godrans et celui du n°1 place Grangier
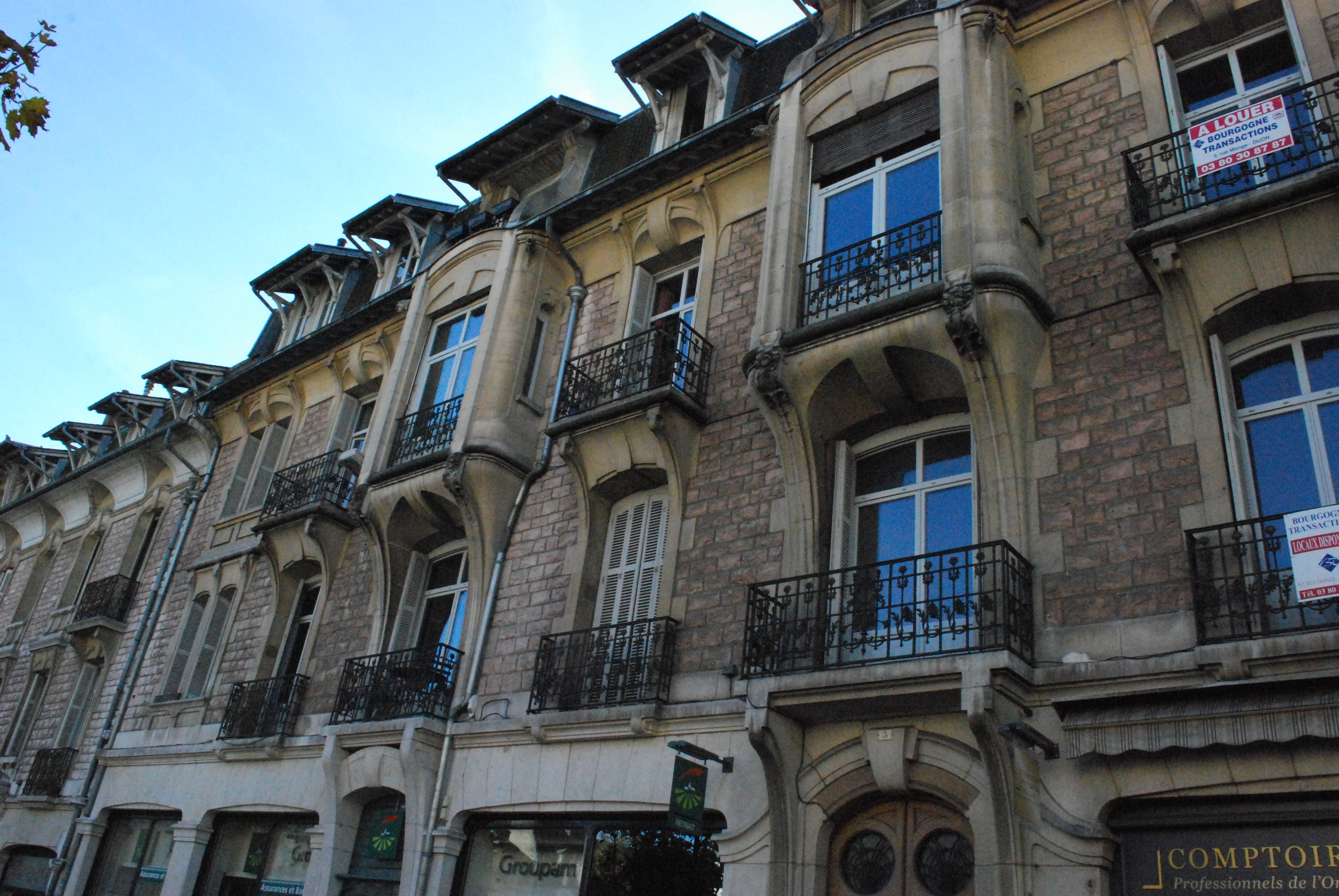
Immeuble au n°3 place Grangier
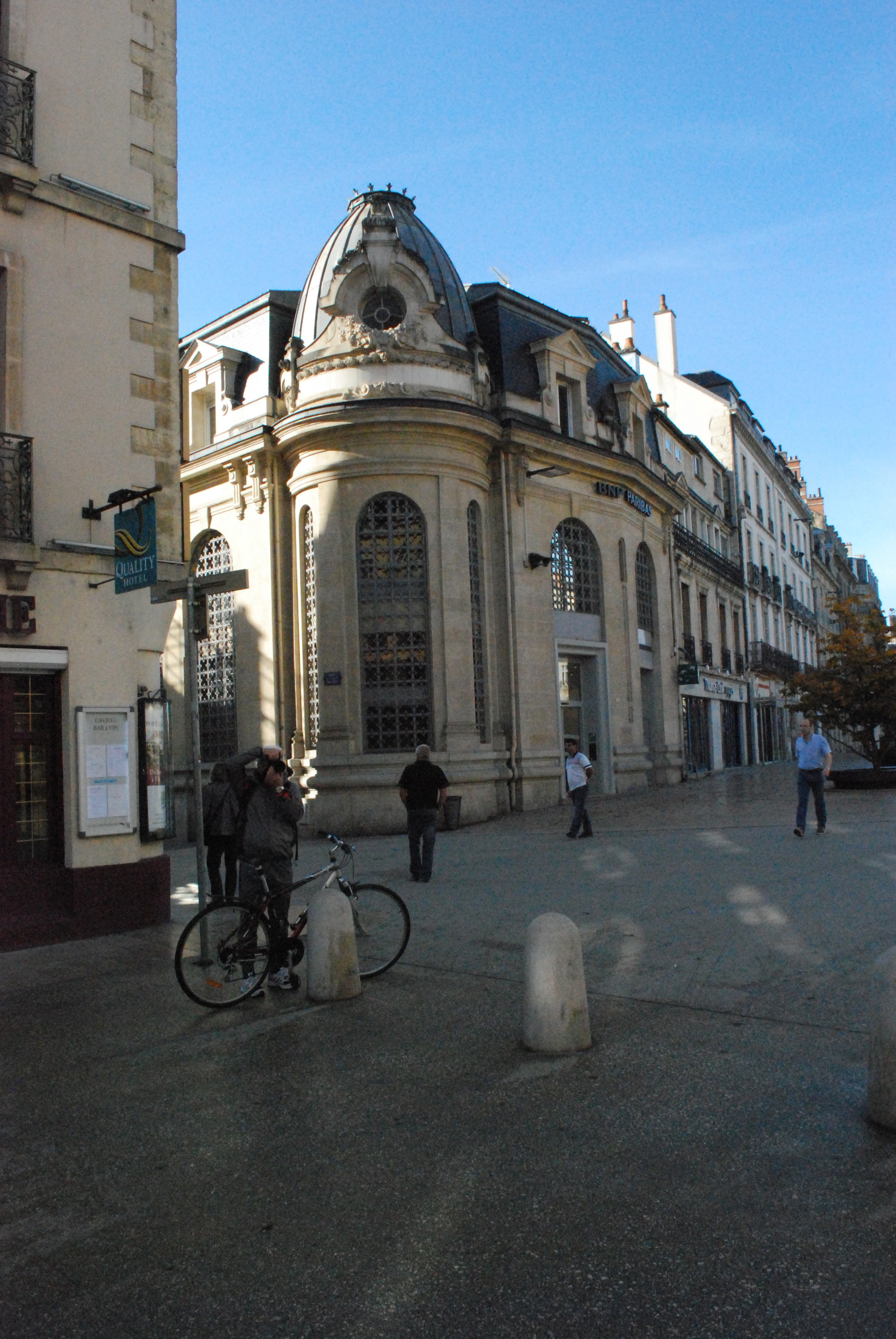
BNP Paribas  au n°1 place Darcy
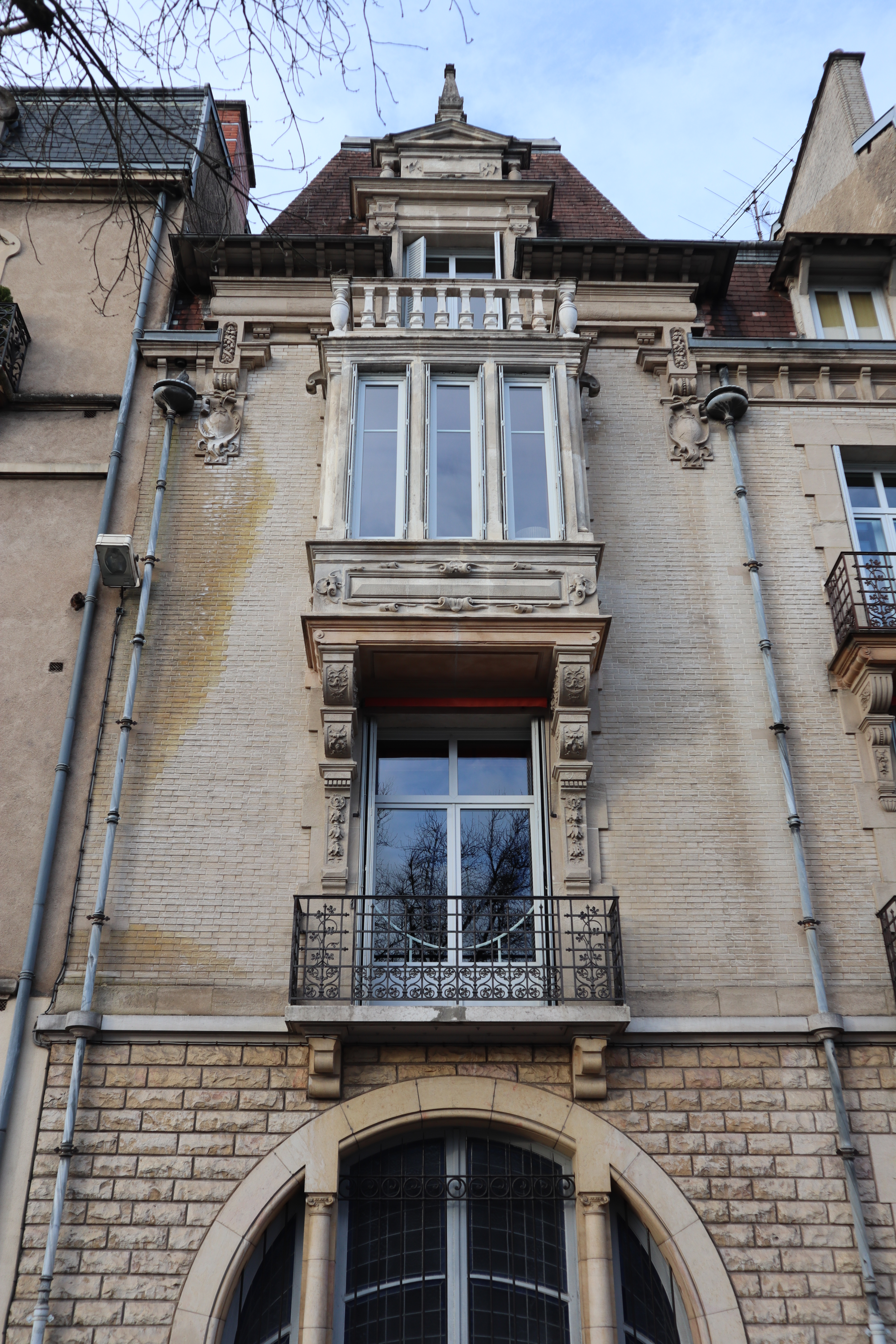
Immeuble au n°6 place Auguste-Dubois accolé à l'immeuble d'Eugène Brey
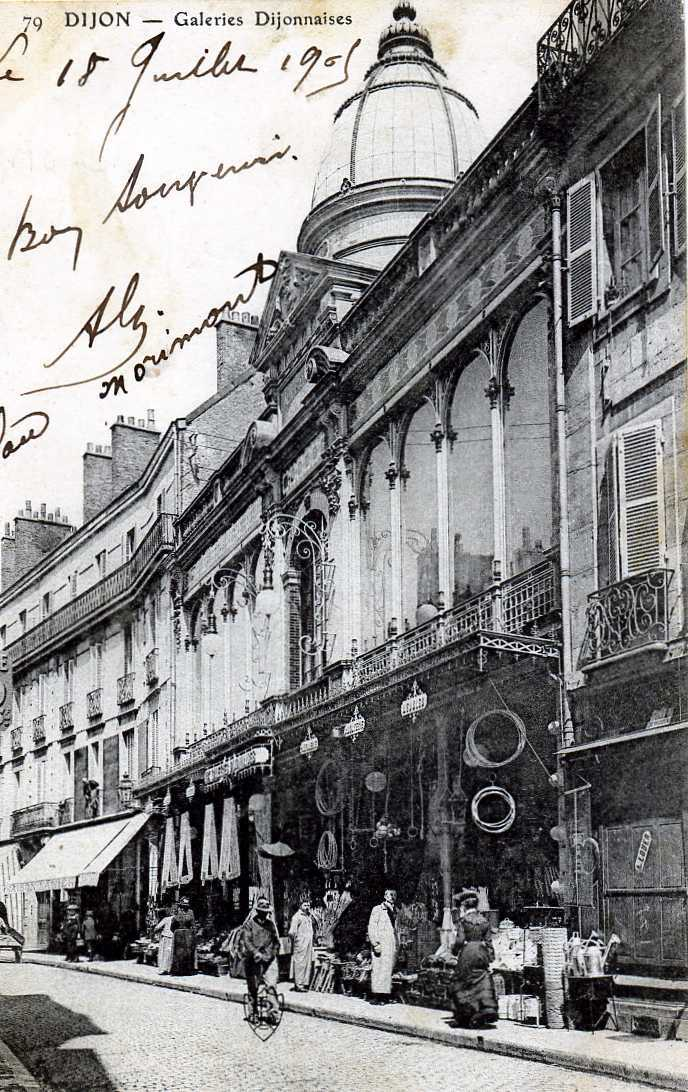
Les Galeries dijonnaises

### En France

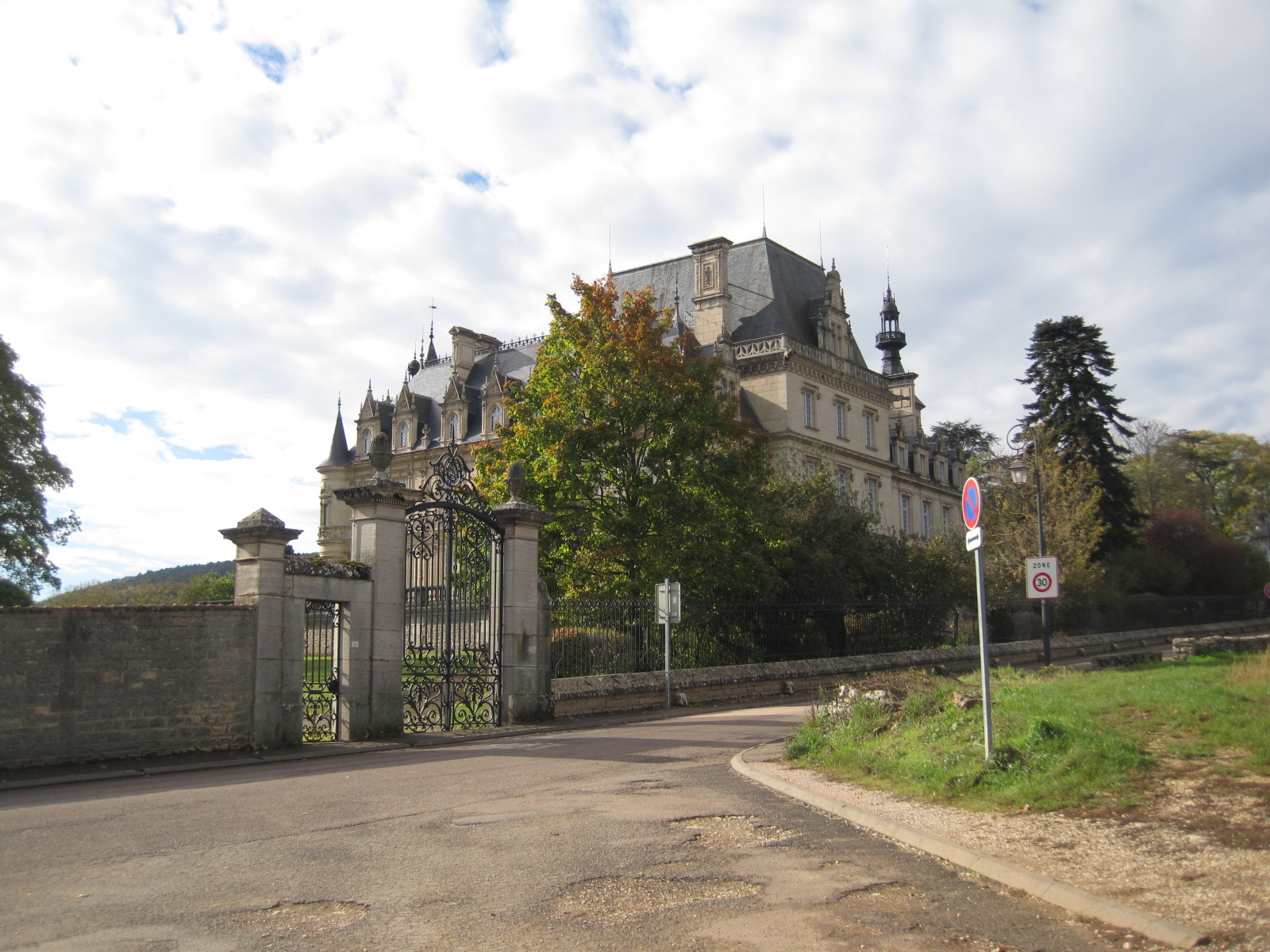
Château de Brochon
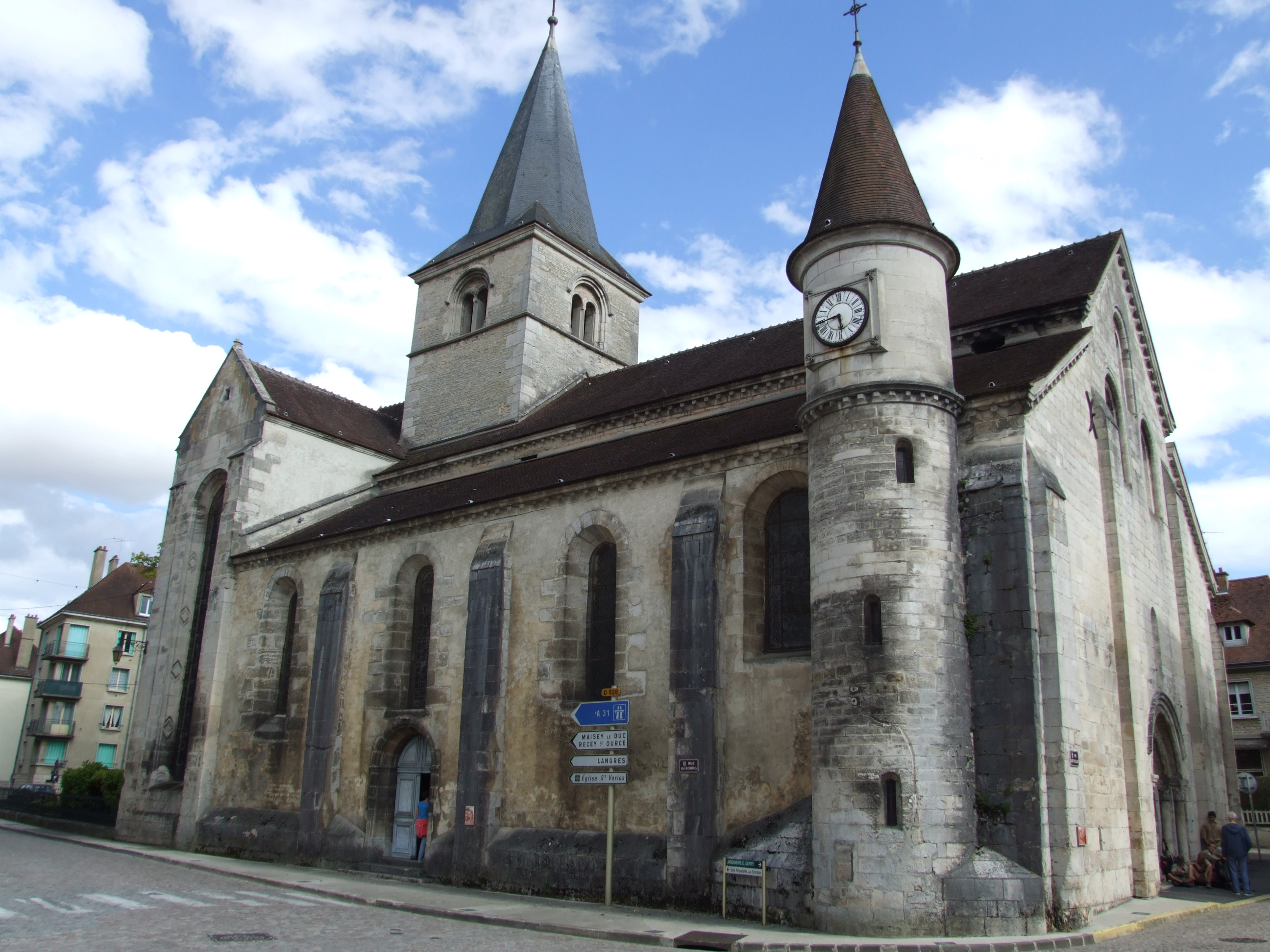
Tourelle de l'église Saint-Nicolas de Châtillon-sur-Seine
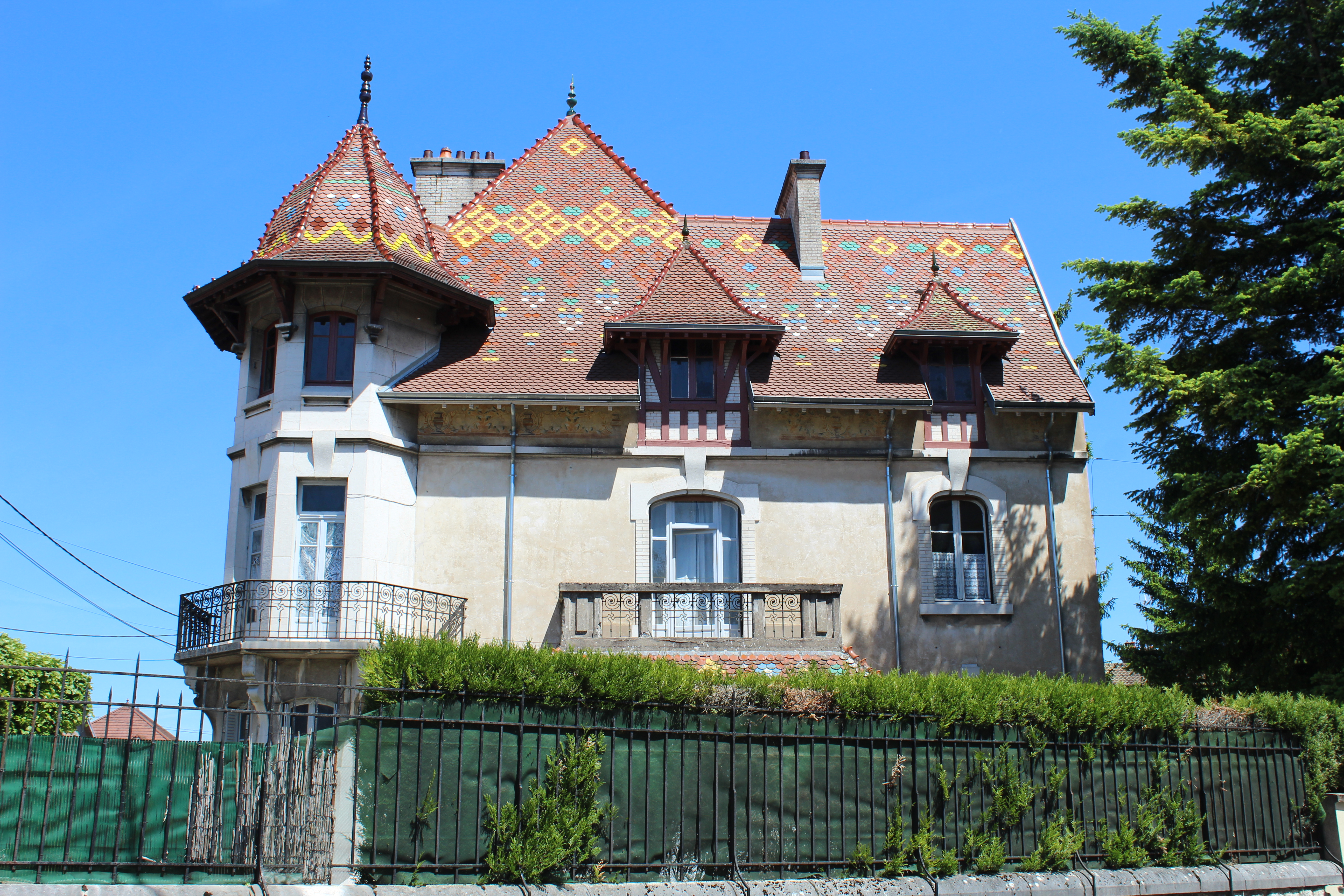
Maison au n°31 boulevard Wilson à Dole
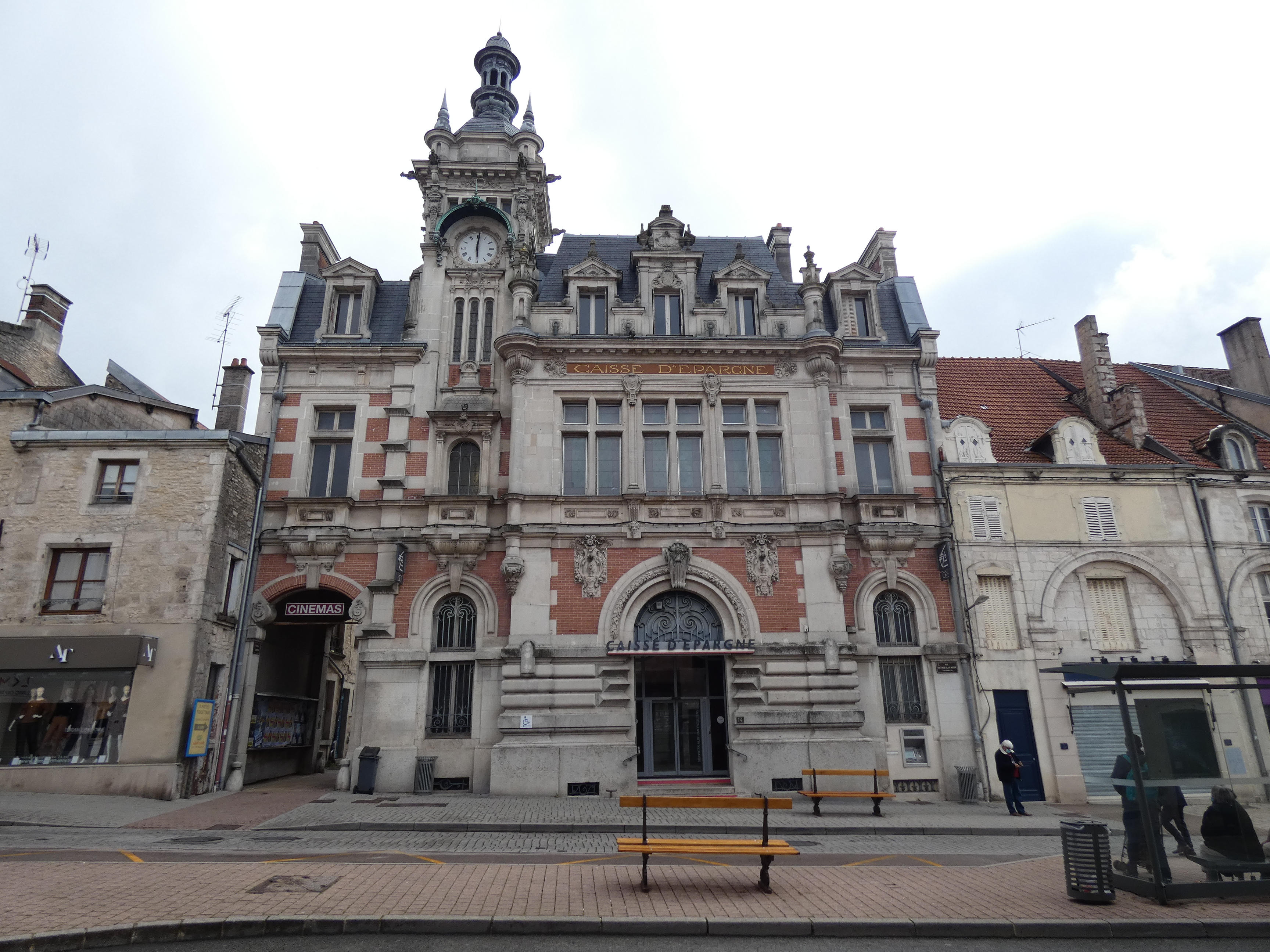
Hôtel de la Caisse d'épargne de Chaumont